# Gornji Popovac
Gornji Popovac is een plaats in de gemeente Slunj in de Kroatische provincie Karlovac. De plaats telt 181 inwoners (2001).